# Mortoniella falcicula
Mortoniella falcicula là một loài Trichoptera trong họ Glossosomatidae. Chúng phân bố ở vùng Tân nhiệt đới.